# Fort Maria Luisa
Fort Maria Luisa kružna je obalna utvrda na pulskom poluotoku Cap Compare-u pokraj Muzila. Utvrda je bila u funkciji kao vojarna od 12. 6. 1859. godine do 1945. godine, kada joj je u ratu srušen martello toranj, i tada se nakon Drugog svjetskog rata kratko napušta, te se iste godine ponovno počinje koristiti kao vojarna sve do 1947., a od tada do 2007. godine se koristi kao vojno skladište, pa se u njoj održavaju vojne obuke do 2008. godine, od kada utvrda zjapi prazna. Imala je dvije baterije ispod, jedna se zvala Val de Figo, koja je bila srušena radi izgradnje lukobrana 1910. godine, a druga je bila Cap Compare, koja je uništena 1945. godine u Drugom svjetskom ratu bombardiranjem Nijemaca. Utvrda je sagrađena kamenom iz obližnjega kamenoloma, od kojega su sagrađeni još neki obližnji vojni objekti.

## Više informacija
- Pulske fortifikacije
- Nacionalna udruga za fortifikacije Pula
- Povijest Pule
- Pula